# Nenad Bjelica
Nenad Bjelica, hrvaški nogometaš in trener, * 20. avgust 1971 Osijek, SR Hrvaška, SFRJ.
Bjelica je Hrvaško devetkrat zastopal od leta 2001 do 2004. Bil je del moštva UEFA Euro 2004 od koder je izstopil istega leta. Trenutno je vodja kluba Prva HNL Osijek.